# Battaglia di Siponto (663)
La battaglia di Siponto si svolse a Siponto, ai piedi del monte Gargano, il giorno 8 maggio 663 tra Saraceni e Longobardi. Questi ultimi per celebrare la vittoria fondarono fra l'altro molte chiese e abbazie in onore dell'arcangelo Michele (fra le quali Sant'Angelo di Chiaserna), la cui apparizione durante lo scontro ne decise l'esito favorevole alle forze cristiane.